# 台灣限制通行道路
台灣限制通行道路（Taiwan Limited-access road），是包括完全出入口控制公路（Controlled-access highway）、部分出入口控制公路（Partial controlled access highway）、分隔式道路（Dual carriageway/Divided highway）在內的道路。

## 限制通行道路定義
是用於連接兩個城鎮的道路，具有完全管制或部分管制的特性，與其他交叉道路採高架、地下立體交叉，或以平面交叉但採號誌管控，讓主線車道優先通行之道路。
雖台灣法規並無針對其定義，但相關政府機關與學術機關偶會提及封閉式道路。雖快速道路多採限制通行道路設計，但限制通行道路並不完全等於快速道路。
封閉式道路廣乏指主線車道以立體分隔或分隔島實體分隔同向車道車流，相交道路以立體或匝道形式與其相交的道路。
半封閉式道路則是指主線車道僅以實體分隔同向車道車流；或是主線車道與同向車道混流，以主線車道為優先通行，相交道路主要以平面相交且號誌管控。
部分半封閉式道路平面相交道路無提供號誌管控車流。

## 分流道
分流道英文名稱為Bypass，意思是從道路主線分支出去，避開道路瓶頸路段或分擔主線交通的分流道路，其前身為公路系統的編號支線，外環道或替代道路，有分為平行道路，繞行道路，截彎取直。在台灣，為區別醫療名詞Bypass繞道手術，以及繞道的英文名稱Detour，通常稱呼分流道或作為動詞之用，例如機車繞道行駛。近年來建設的分流道路，有些為封閉式道路，故有限制車種行駛。
- 高速公路
  - 汐五高架，五楊高架為中山高速公路的分流道路。
- 蘇花公路改善工程
- 南迴公路改善工程

## 通行路權限制
限制通行道路原則禁止慢車、行人通行。
部分封閉式或半封閉式道路僅供汽車、大型重型機車通行，限制禁止大型重型機車以外之機車通行。

## 限制通行道路列表
以下表列不以雙向各2車道為限。不包含國道高速公路、國道快速公路、省道快速公路或僅跨越河堤之高架橋樑。快速道路列表可參考台灣快速道路。

### 省道完全出入口控制公路
僅表列省道快速公路以外的封閉式／半封閉式道路，公路主管機關定義之省道快速公路可參考台灣快速道路。
- 台1線
  - 中山高架道路：俗稱臺1線高架道路、中山高架橋，臺1線高架段從新北市三重區忠孝橋西側至新北市泰山區民生路口，並設有通往五股地區聯絡道。封閉式道路全長約8公里 （页面存档备份，存于）。
  - 高屏大橋，位於高雄市與屏東縣交界，以高架橋構築連接高屏大橋主段，兩側封閉式道路與台29線、縣道189號立體交叉，封閉式道路長度約4.1公里 （页面存档备份，存于）。
- 台2己線：又名基隆港西岸聯外道路，連接國道3號及基隆港。是唯一由交通部高速公路局負責管理、養護的省道，全線係封閉式道路，長度約4.219公里。
- 台3線華江橋：位於臺北市與新北市交界，以高架橋構築連接華江橋主段，與臺北市環河快速道路、台64線立體交叉，封閉式道路長度約2公里 （页面存档备份，存于）。
- 台9線
  - 蘇花公路改善計畫：正式名稱為台9線蘇花公路山區路段改善計畫，簡稱蘇花改，主要隧道路段部分單向路寬7.8公尺，大於雪山隧道單向二車道7.5公尺。
  - 南迴公路改善計畫
    - 草埔隧道及安朔高架橋：該路段為自安朔村興建雙向4車道高架橋沿安朔溪向上游架設後，再興建一條雙孔隧道以利於改線，封閉式道路長度約10.9公里 （页面存档备份，存于）。
- 台10線臺中港特一號道路（中清路八段）：高架道路主線西起三民路二段91巷，往東跨越臺1線與縱貫鐵路海線，東至中清路八段與三民路交叉口西側處，封閉式道路長度約2.4公里 （页面存档备份，存于）。
- 台13線
  - 義里大橋高架道路：位於臺中市與苗栗縣交界的封閉式高架道路，跨越國道一號，並設置一座交流道聯絡舊義里大橋、尖豐公路、縣道140號、鯉魚潭水庫專用道，南向下坡路段禁行機車，封閉式道路長度約2.3公里 （页面存档备份，存于）。
- 台17線
  - 雙園大橋：位於高雄市與屏東縣交界，引道段與台29線立體交叉，連接雙園大橋主段，跨越高屏溪，封閉式道路長度約3.1公里 （页面存档备份，存于）。
- 台63線（中投公路）：原規劃為中投快速公路，當時負責設計與建造單位為臺灣省政府住宅及都市發展處。後因高架路線路面起伏較大、加減速車道長度不足，速限僅60~70km/h，未達省道快速公路標準，因此配合法規修正降等。封閉式道路長度約15.7公里 （页面存档备份，存于）。

### 省道部分出入口控制公路
僅表列省道快速公路以外的封閉式／半封閉式道路，公路主管機關定義之省道快速公路可參考台灣快速道路。
- 台12線：臺灣大道一段至九段路段。西起與台17線平交路口，東至與台1乙線平交路口，半封閉式道路長度約21.5公里 （页面存档备份，存于），部分路段外側車道設有公車專用道。
- 台17甲線：安吉路 ，該路線為國道八號聯絡道，快慢車道分隔，皆是雙向4車道，快車道禁行機車，慢車道汽機車可行，中央快車道可改成高架道路。
- 台18線
  - 高鐵大道：類似台61線香山竹南段，道路寬度50公尺，主線進出側車道設有出入口牌，路牌採用門型架與省道快速公路一致，嘉太大橋與中山高、嘉64線為3層道路立體交叉，高鐵大道東端連接嘉義市公道一道路與垂楊大橋，半封閉式道路長度約18.2公里 （页面存档备份，存于）。
  - 世賢路二段－世賢路三段：北起高鐵大道路口，南迄新民路口，並以地下道與台1線相交，半封閉式道路長度約3.6公里 （页面存档备份，存于）。
- 台39線（高鐵橋下臺南段道路）：部分路段為汽、機慢車分道高架橋，與台86線立體交叉，並跨越二仁溪，可連接新化延伸段之高鐵橋下道路通往臺南都會區北外環道路，歸仁段4.5公里實施號誌連鎖，增加行車速率。高雄市政府研議闢建南端延伸線，起點台28線與台39線交會點往南建設阿蓮-岡山-仁武段，半封閉式道路約20.9公里 （页面存档备份，存于）。

### 縣（市）道完全出入口控制公路／部分出入口控制公路
僅表列縣市快速道路以外的封閉式／半封閉式道路，公路主管機關定義之縣市快速道路可參考台灣快速道路。
- 市道116號：由樹林陸橋、浮洲橋及新興橋三座橋梁連接而成，樹林陸橋與大安路、市道107號樹新路立體交叉；新興橋與台65線立體交叉。其中浮洲橋路段與市道114號部分共線，號誌不管制浮洲橋與新興橋間西向內側車道 （页面存档备份，存于），行駛內側車道可續行，半封閉式道路長度約2.7公里 （页面存档备份，存于）。
- 市道136號：向上路五－六段，主線車道為雙向4車道或6車道，並設有側車道，其餘未納編市道的向上路也屬於半封閉式道路，半封閉式道路長度約2.7公里 （页面存档备份，存于）。

### 鄉（區）道完全出入口控制公路／部分出入口控制公路
僅表列縣市快速道路以外的封閉式／半封閉式道路，公路主管機關定義之縣市快速道路可參考台灣快速道路。
- 北100線：全線位於新北市新店區，大致呈南北向，北起環河路、中正路、復興路路口，南至市道110號之碧潭大橋。全線皆為平面道路，部分路段屬於封閉式道路（參見新店環河快速道路），道路全長約4.5公里 （页面存档备份，存于）。

- 中133線：大致呈南北向，北起市道132號甲后路二／三段、月眉東路一段路口，南至國道4號神岡交流道止，全長4.414公里，全線屬於半封閉式道路形式。

### 縣市完全出入口控制公路／部分出入口控制公路
僅表列縣市快速道路以外的封閉式／半封閉式道路，公路主管機關定義之縣市快速道路可參考台灣快速道路。

#### 基隆市
- 西定高架道路：北起中和路口，南至成功一路、中山一路、安樂路一段路口，路線多與復興路、西定路、成功二路平行，全線為雙向2車道，中央無分隔島，僅設有雙黃實線。全線最高速限為40公里/小時，全線皆為半封閉式道路，全長約2.1公里 （页面存档备份，存于）。
- 基隆港西岸高架道路：北起中山一路口，南至直接銜接國道1號基隆端，封閉式道路長度約1公里 （页面存档备份，存于）。
- 基隆港東岸高架道路：北起愛一路、仁一路、中正路口，南至直接銜接國道1號基隆端，封閉式道路長度約700公尺 （页面存档备份，存于）。

#### 臺中市
- 向上路五－九段：主線車道雙向4車道或6車道，並設有側車道，部分區段被編為市道136號，半封閉式道路長度約16.0公里 （页面存档备份，存于）。
- 中興路：雙向4車道或6車道，西起與市道136線向上路六段平交路口，東至與台12線臺灣大道五－六段路口，半封閉式道路長度約850公尺 （页面存档备份，存于）。該道路未來將與中部科學工業園區西南向聯外道路直接銜接，該道路工程目前由內政部營建署興建，預計於2022年完工。

#### 嘉義縣
- 世賢路一－二段：雙向6車道，內側車道為大客車專用車道（開放時間：6時至24時），半封閉式道路長度約3.8公里 （页面存档备份，存于）。

#### 台南市
- 臺南都會區北外環道路：該道路為臺南生活圈道路系統建設計畫一部分，計畫全長14公里，採雙向2車道興建，目前已通車半封閉式道路長度約1.8公里，封閉式快速道路長約7.2公里 （页面存档备份，存于）。
- 新港社大道：係聯絡台一線與國道八號新市交流道至南部科學工業園區的道路，半封閉式道路長度約3公里 （页面存档备份，存于）。高架橋僅供汽車、大型重型機車專用，禁止大型重型機車以外之機車行駛。

## 規劃或預定路線
表列因尚處於規劃或興建階段，故先一併統整。

### 跨區跨縣市
- 中央快速公路
  - 屬於六年國建之一部份，規劃國道3號和美交流道始往南連接臺76線、臺78線與臺82線，沿臺19線至臺南市鹽水區，往東南連接國道一號，續往東連接國道3號（六甲系統），惟六年國建經費過於龐大，政府財政困難，又因環評阻力難以實施，現以臺19線中央公路拓寬及興建外環道代替。
- 台62線延伸宜蘭縣頭城鎮計畫
- 北桃快速道路（國道3號土城至龍潭段替代快速道路，亦稱板龍快速道路）
  - 接續台65線延伸三峽、龍潭案，沿大漢溪河岸路廊進行本計畫

### 北北基地區
- 淡北道路
- 芝投公路
- 新天母快速道路
- 外雙溪快速道路
- 東側山區快速道路
- 環河北路高架快速道路
- 台61線淡江大橋及其連絡道路工程
- 洲美快速道路福國路延伸工程：健全洲美快速道路交通路網，銜接洲美快速道路福國匝道至文林北路
- 大漢溪左岸環河快速道路
- 環山道路 (基隆市)
- 月眉路都市計畫道路改善拓寬工程：全線位處基隆市信義區，共分兩標，第一標採原路拓寬並改善路型，於2018年5月動工；第二標從原路分離另修築高架道路，已於2020年4月10日通車。

### 桃竹苗地區
- 自台66線平鎮三交流道興建高架道路延伸至龍潭
- 武陵南北快速道路（台一線替代道路）新豐至台68線新竹一交流道。
- 台31線延伸線，第一階段湖口鄉八德路至竹北市東興路，第二階段竹北市東興路至到興隆大橋。續接興隆大橋、東科路，路線終點新竹科學園區力行路。

### 中彰投地區
- 國道3號連接臺61線（大甲段）[3]
- 東勢豐原生活圈快速道路（石岡東勢聯絡道）：由國道4號豐勢交流道向東二度跨越臺3線並轉向南與臺8線連結。
- 台中生活圈四號道路延伸大肚龍井（路線兩端分別銜接烏日區環河路五段、龍井區臨港路），部分路線為高架橋 。
- 台61乙線（美港公路）高架化。
- 東彰快速道路：又名八卦山外環道，為高鐵彰化站聯外道路與縣道137號改線工程，平面道路已經部分完工，中央分隔島預留路段，未來可能會採高架化。
- 臺76線埔鹽臺19線以西路線：預計跨越埔鹽，接二林萬興，銜接臺61線芳苑交流道。
- 濁水溪北岸快速道路：彰化縣政府推動連結二水、田中、溪州、北斗、竹塘、埤頭、二林、大城、芳苑等鄉鎮之濁水溪快速道路。
  - 國道1號埔鹽系統至雲林系統 ，長達36公里區間缺乏東西向快速公路系統，濁水溪快速道路位於臺76線與臺78線中間並連結臺61線、國道一號與國道3號。

### 雲嘉南地區
- 濁水溪堤防快速道路
  - 濁水溪南岸，雲林麥寮六輕北堤防汛道路改建。長度25公里，立體交叉連結台61線、台19線、台1線與國道一號。
- 臺78甲線
  - 曾計畫沿北港溪防汛道路施設「78甲線高架快速公路」，但因經費龐大沒有下文，北港溪防汛道路便成為北港地區最重要的「替代」快速道路[4]。
  - 臺78甲線延伸線，往南規劃沿著臺37線連接嘉義高鐵橋下道路，直達嘉義高鐵站，連臺82線。
  - 台19線元長至北港高架化，交通部已補助雲林縣府進行台19線拓寬可行性評估及初步計畫，高架快速道路工程總共143.9億元，將元長到北港的台19線高架化並可銜接台78線。
- 臺82線向東延伸觸口
  - 評估從國道3號與臺82線交會的水上系統至番路鄉觸口之間增設聯絡道。縮短高鐵嘉義站往來阿里山區域時程，估可節省十至十五分。
- 國道8號（國1以西路段）平面路口、臺17甲線（國道8號終點至安南區安中路段）立體化及台江大道快速化工程。
- 臺南都會區北外環道路：第2~4期高架快速道路，從國道8號南科聯絡道，沿鹽水溪堤防至台17線大港觀海橋端，第三期工程（國道8號南科聯絡道至安南區台江大道）於2018年3月17日開工。
- 永康創意設計園區北側聯外道路：位於臺南市永康區，計畫起點自安南區怡安路臺19線往東銜接台南都會區北外環道路，跨鹽水溪經臺1線跨臺鐵鐵路至永康創意設計園區，會先以高架方式施作，總長1750公尺。
- 台61線曾文溪橋，並附設南北雙向機車道。
- 臺南鹿耳門大道延伸線：北起安明路，南至北汕尾路銜接鹿耳門大道一段，可串連台江大道與四草大道，往南並連接安平跨港大橋。[5]
- 南科聯絡道新設立體交叉高架道路銜接新港社大道：臺南市政府工務局規劃新港社大道與南科聯絡道平交路口轉向工程，新設高架道路銜接國道8號新市交流道，預計在2022年底完成[6]。
- 臺南仁德勝利路延伸文華路：自仁德中正路二段作起點，興建高架橋橫跨中山高、滯洪池、三爺宮溪與中華醫大，終點銜接文華路，長約1.3公里。
- 國道8號延伸線
  - 國道8號台南端高架往南延伸安中路[7]
  - 國道8號往西連接高架道路至臺61線，由內政部營建署辦理[8]。
- 臺86線向東延伸至高雄內門

### 高屏地區
- 國道七號
- 國道十號延伸線（高架快速公路）
  - 公路總局提出之第三項替代計畫，新增銜接國道十號至新威大橋快速公路Ｂ一方案（第一期，一般省道），寬度三十米，長度十二點二公里，經費三十點二億，效益1.99，具經濟可行性，期待未來地方發展成形時，可再利用已成型的安全島做為高架化快速道路路基，完成地方人士期盼的快速道路，此獲得與會人士同意跟共識。
- 國道十號燕巢交流道延伸高46線銜接市道186甲線道路
  - 原規劃30公尺寬縮減為20公尺，因應環境保護需要，部分路段設高架道路及隧道，所以經費由原本核定的6億元增加為20億元。
- 高屏第二東西向快速公路
  - 西起高雄左營高鐵路，向東延伸，跨越台1線後，沿線設有國道1號系統交流道、八德二路交流道、國道10號系統交流道、義大二路交流道、台29線交流道、台3線交流道，並於長治鄉設置系統交流道銜接國道3號，全長22.6公里。主要採高架橋樑興建，包括高雄端一座零點六公里長的隧道，雙向四車道設計。[9]
- 屏南快速公路（竹田系統交流道至恆春），直線距離約66.5公里，以高架興建為主，雙向4車道，初估工程經費約900億元。

### 宜花東地區
- 宜蘭台二線濱海公路高架(含台62線延伸頭城)
- 蘇花公路安全提升計畫（採封閉式道路設計，與既有道路立體交叉，預留銜接花東快速公路之空間）
- 花東快速公路（花東高之替代方案）
  - 快速公路全長約180公里，預計將設置14處交流道，路線以堤防道路為主，預估興建經費約新台幣700億至1000億元間。

### 外島地區
- 金門縣金門機場—水頭商港快速道路
- 連江縣馬祖南北竿島跨海大橋，起點南竿島環保路（牛角嶺）至北竿島白沙尼姑山46據點，全長3.16公里。